# Hugo de Poitiers
Hugo de Poitiers (em latim: Hugo Pictavinus ou Hugo Pictaviensis; m. 1167) foi um monge beneditino da Abadia de Vézelay e um importante cronista do século XII. Sua "Historia Vizeliacensis monasterii" foi escrita entre 1140 e 1160 e, além de ser um relato algo parcial de sua abadia, é principalmente uma importante fonte para a história da França no período. A obra foi escrita para o abade Ponce de Vézelay (r. 1138–1161), irmão de Pedro, o Venerável, o poderoso abade de Cluny. Hugo escreveu ainda "Origo et historia brevis Nivernensium comitum" sobre o Condado de Nevers.
Suas obras foram publicadas na Patrologia Latina, de Jacques-Paul Migne, vol. 194.